# Anna dei mille giorni
Anna dei mille giorni (Anne of the Thousand Days) è un film del 1969 diretto da Charles Jarrott.
Adattamento dell'omonima pièce teatrale di Maxwell Anderson, il film vede protagonisti Richard Burton e Geneviève Bujold rispettivamente nei panni di Enrico VIII d'Inghilterra e della sua seconda moglie, Anna Bolena, seguendo la relazione tra i due dal loro primo incontro nel 1527 fino all'esecuzione di Anna nel 1536, tra cui gli eponimi "mille giorni" di matrimonio.
Nonostante un'accoglienza prevalentemente negativa da parte della critica, il film ricevette dieci candidature ai premi Oscar 1970, vincendo quello per i migliori costumi.

## Trama
Inghilterra, 1527. Re Enrico VIII da tempo mal sopporta il suo matrimonio politico con Caterina di Aragona, dalla quale non ha avuto eredi maschi, e indulge in effimere relazioni extraconiugali come quella con Maria Bolena, figlia di uno dei suoi cortigiani. A un ballo di corte, il Re nota la sorella di quest'ultima, la diciottenne Anna, da poco ritornata dalla Francia. Ella è già promessa al nobiluomo Henry Percy per intercessione del Lord Cancelliere Cardinale Wolsey, ma il Re ordina a Wolsey di sciogliere il loro fidanzamento con l'intenzione di fare della ragazza, di cui si è invaghito, la sua nuova amante.
Innamorata di Percy, Anna è furiosa una volta saputa la notizia e, non appena Enrico le si presenta per tentare goffamente di sedurla, lo respinge e gli comunica senza mezze misure la bassa opinione che nutre nei suoi confronti. In tutta risposta, Enrico costringe Percy a sposare un'altra donna e porta con sé Anna a corte come dama di compagnia, nella speranza che si innamori di lui col tempo: consigliata dalla sorella, che dal Re è stata dimenticata dopo aver dato alla luce due bastardi, la ragazza decide di non concedersi mai fisicamente o spiritualmente ad Enrico per evitare che la sua natura volubile le faccia perdere l'importanza in cui lui la tiene. Nel corso dei mesi seguenti, Anna continua a non cedere ai corteggiamenti di un sempre più disperato Enrico, mentre comincia ad apprezzare la politica e gli intrighi di palazzo.
Sfruttando il suo ascendente sul Re, Anna comincia a minare l'influenza di Wolsey e riesce con un sotterfugio a sottrargli il castello di Hampton Court. All'ennesima insistenza di Enrico affinché si conceda, Anna finisce per acconsentire, ma solo a patto che lui prima la renda sua regina, volendo per i suoi figli un futuro da principali eredi al trono. La ragazza è tranquilla, convinta che ciò non accadrà mai, ma il Re inizia ad accarezzare l'idea di ripudiare Caterina, cosa che placherebbe anche i suoi timori di una guerra di successione dopo la sua morte, che lui crede evitabile solo da un erede maschio: nonostante le suppliche di Wolsey di considerare le conseguenze politiche del gesto, Enrico lo manda da Papa Clemente VII per ottenere l'annullamento del matrimonio, col pretesto che questo sia maledetto perché incestuoso, essendo Caterina la vedova di suo fratello Arturo.
Il Papa rifiuta, sotto pressione militare della Spagna, patria di Caterina. Enrico istruisce allora un processo per dimostrare che la breve unione della Regina con Arturo fosse stata consumata, forte dell'appoggio di cortigiani come Thomas Boleyn, padre di Anna, e di suo zio il Duca di Norfolk, che sperano di arricchirsi con questo matrimonio. Tuttavia, il piano fallisce quando il Vescovo Fisher si rifiuta di testimoniare il falso e Caterina si presenta di persona respingere le accuse. Wolsey non riesce a convincere il legato pontificio lì presente della colpevolezza della Regina e, quando Anna deride un furioso Enrico per i suoi fallimenti, questo solleva il Cardinale dalla sua carica e lo allontana da corte. Sotto consiglio di Sir Thomas Cromwell, Enrico realizza che, finché sarà soggetto all'autorità papale anche su questioni quali la propria successione, non sarà mai libero di regnare e, pur temendo una scomunica, decide col supporto di Anna di divenire la massima autorità della Chiesa in Inghilterra al posto del Papa.
Enrico presenta al Parlamento il suo Atto di Supremazia, nonostante le proteste di consiglieri fidati come Fisher, il Priore Houghton e Tommaso Moro. Anna prende possesso di Hampton Court, dove Enrico, ora celibe e libero di farla sua Regina, le confessa un'ultima volta il suo amore. Ancora insicura se cedersi a lui, Anna lo respinge nuovamente, ma, quando Enrico si mostra profondamente ferito e deluso dal suo rifiuto, si rende conto di essersi innamorata di lui: dopo una notte di passione, Anna gli confessa di essere incinta e i due si sposano. L'euforia di Enrico si spegne però quando scopre che Anna ha dato alla luce una figlia femmina, Elisabetta. Mentre la loro relazione comincia a raffreddarsi, le attenzioni del Re si rivolgono a un ballo di corte verso la dama di corte Jane Seymour. Quando lo scopre, Anna la spedisce via, ma viene ricattata da Enrico e da Cromwell: se Jane non verrà richiamata a corte, il Re non farà approvare al Parlamento l'Atto di Successione che renderebbe Elisabetta erede al trono al posto di Maria, figlia della recentemente scomparsa Caterina.
Furiosa, Anna pretende che in cambio del ritorno di Jane tutti i cortigiani giurino fedeltà solo e unicamente al Re, così da rendere la successione di Elisabetta incontrovertibile, pena la morte: Enrico, che pur temporeggiava riguardo al dissenso all'Atto di Supremazia poiché temeva di dover ordinare un numero immane di esecuzioni, accetta sotto la promessa di un erede maschio. Moro è il primo a cadere sotto la scure del boia, ma la gravidanza di Anna finisce con un maschio nato morto. Demoralizzato, Enrico ordina a Cromwell di trovare un modo per sbarazzarsi di Anna e prendere nuovamente moglie: di fronte all'impraticabilità di un nuovo divorzio, questo gli suggerisce di accusarla con prove false di adulterio, un reato di alto tradimento. Cromwell tortura il musicista di corte Mark Smeaton, precettore di Elisabetta, fino a fargli confessare di avere una relazione segreta con la Regina, per poi fare lo stesso con altri quattro cortigiani, tra cui lo stesso fratello di Anna, George. Anna è arrestata e rinchiusa nella Torre di Londra.
Durante il processo per incesto e alto tradimento, Anna cerca invano di far rivelare a un traumatizzato Smeaton la verità, finché Enrico, roso dai sensi di colpa, non riesce ad estorcergli la falsità delle sue accuse, incolpando di questo Cromwell. La notte prima del verdetto, con la sua vita tra le mani, Enrico visita Anna nella sua cella, offrendole la libertà in cambio dell'annullamento del loro matrimonio, che renderebbe sua figlia nuovamente illegittima in favore di un futuro erede maschio. Anna rifiuta e, pur provando ancora qualcosa per il marito, confessa per ferirlo di aver avuto relazioni extraconiugali con quasi tutti gli uomini della sua corte e profetizza che Elisabetta, pur non essendo il figlio che voleva, sarà un monarca più grande di tutti i precedenti Re d'Inghilterra. Enrico firma la condanna a morte e, il giorno seguente, Anna è condotta al patibolo e decapitata. I cannoni del castello tuonano per annunciare la sua morte, uditi in lontananza da Enrico, che si allontana a cavallo per andare a sposare Jane, e da Elisabetta.

## Produzione
Originariamente, Hal B. Wallis aveva offerto il ruolo di Anna ad Olivia Hussey. Tuttavia, quando le offrì anche la parte che poi fu di Kim Darby ne Il Grinta (1969), Hussey commentò scherzosamente di "non riuscire proprio" a immaginarsi assieme a John Wayne; il produttore ritirò immediatamente entrambe le offerte. La scelta di Wallis cadde infine sull'attrice canadese Geneviève Bujold, che, pur essendo interessata al ruolo, si rifiutò di sostenere un provino per la parte, il che piacque a Wallis, secondo cui la sua testardaggine era «adatta allo spirito di Anna Bolena».
Il film venne girato a Londra, ai Pinewood e Shepperton Studios, e nei vicini Castello di Hever e Penshurst Place.

## Distribuzione
Il film venne distribuito nelle sale cinematografiche britanniche dalla Rank Organisation a partire dal 23 febbraio 1970. In Italia, come negli Stati Uniti nel dicembre del 1969, il film fu distribuito da Universal Pictures.

## Accoglienza

### Incassi
Il film fu uno dei più popolari del 1970 al botteghino britannico.

## Riconoscimenti
- 1970 - Premio Oscar[10]
  - Migliori costumi a Margaret Furse
  - Candidatura per il miglior film a Hal B. Wallis
  - Candidatura per la miglior regia a Charles Jarrott
  - Candidatura per il miglior attore protagonista a Richard Burton
  - Candidatura per la miglior attrice protagonista a Geneviève Bujold
  - Candidatura per il miglior attore non protagonista a Anthony Quayle
  - Candidatura per la migliore sceneggiatura non originale a John Hale, Bridget Boland e Richard Sokolove
  - Candidatura per la migliore fotografia a Arthur Ibbetson
  - Candidatura per la migliore scenografia a Maurice Carter, Lionel Couch e Patrick McLoughlin
  - Candidatura per il miglior sonoro a John Aldred
- 1970 - Golden Globe
  - Miglior film drammatico
  - Miglior regia a Charles Jarrott
  - Miglior attrice in un film drammatico a Geneviève Bujold
  - Migliore sceneggiatura a John Hale, Bridget Boland e Richard Sokolove
  - Candidatura per il miglior attore in un film drammatico a Richard Burton
  - Candidatura per il miglior attore non protagonista a Anthony Quayle
  - Candidatura per il miglior colonna sonora a Georges Delerue
- 1970 - Writers Guild of America Awards[11]
  - Candidatura per la miglior sceneggiatura non originale in un film drammatico a Bridget Boland e John Hale
- 1970 - American Cinema Editors Awards
  - Candidatura per il miglior montaggio in un lungometraggio drammatico a Richard Marden
- 1971 - Premio BAFTA
  - Candidatura per la migliore scenografia a Maurice Carter
  - Candidatura per i migliori costumi a Margaret Furse